# Hermann Heinrich von Eicken
Hermann Heinrich von Eicken (* 25. Februar 1808 in Mülheim an der Ruhr; † 28. Januar 1888 ebenda) war ein deutscher Kaufmann, Stadtverordnetenvorsteher und Handelskammerpräsident.

## Leben und Wirken
Hermann Heinrich von Eicken war der Sohn von Gerhard von Eicken (1770–1824) und dessen Frau Gertraud Michels (1775–1845), sowie Enkel des Kaufmanns und Tabakfabrikanten Johann Wilhelm von Eicken. Nachdem er einige Jahre für das Familienunternehmen tätig gewesen war, schied er 1832 aus und gründete mit Johann Wilhelm Meininghaus (1790–1869) unter dem Namen von Eicken-Meininghaus eine Firma. Daneben war er ehrenamtlich tätig als Vorsteher der Mülheimer Stadtverordnetenversammlung sowie als Vorsitzender der Mülheimer Handelskammer (1846–1849).
Als 1848 die Märzrevolution Mülheim an der Ruhr erreichte und die Menschen zu Protesten gegen den preußischen König auf die Straße trieb, rief der um die öffentliche Ordnung besorgte Bürgermeister Georg Friedrich Fritsch zur Bildung einer Bürgerwehr auf. Um blutige Kämpfe zwischen dieser rund 600 Mann starken Truppe und den Revolutionären zu verhindern, trat der Stadtverordnetenvorsteher Hermann Heinrich von Eicken dem Demonstrationszug auf offener Straße entgegen, verhandelte mit deren Anführern und versprach, sich für ihre Forderungen („Arbeit und Brot“) einzusetzen. Damit war die Märzrevolution in Mülheim beendet.
Als Fritsch 1851 aus dem Amt ausschied, wurde der in der Bevölkerung beliebte Hermann Heinrich von Eicken zu dessen Nachfolger auserkoren. Die Bezirksregierung versagte jedoch dem wegen seiner demokratischen Gesinnung sogenannten „roten“ von Eicken die notwendige Bestätigung und entschied sich stattdessen für den auswärtigen Ministerialbeamten Wilhelm Oechelhäuser.
Nach dieser Ablehnung durch die preußische Obrigkeit wanderte Hermann Heinrich von Eicken aus, zunächst nach Australien, später nach Argentinien. In Buenos Aires gründete er ein Unternehmen, in das bald weitere Familienmitglieder aus der deutschen Heimat eintraten.
Im Alter kehrte er nach Mülheim an der Ruhr zurück, wo er im Alter von 79 Jahren verstarb.

## Ehe und Kinder
Hermann Heinrich von Eicken heiratete 1833 die Mülheimerin Clementine Marcks (1814–1891). Sie hatten eine gemeinsame Tochter namens Clementine (1848–1922). Deren Tochter war Cläre Stinnes.

## Sonstige Quellen
- Stadtarchiv Mülheim an der Ruhr, Bestand 1311/3 Nr. 1
- Stadtarchiv Mülheim an der Ruhr, Bestand 1440
- Stadtarchiv Mülheim an der Ruhr, Bestand 1550 Nr. 54

| Personendaten    | Personendaten                                                            |
| ---------------- | ------------------------------------------------------------------------ |
| NAME             | Eicken, Hermann Heinrich von                                             |
| KURZBESCHREIBUNG | deutscher Kaufmann, Stadtverordnetenvorsteher und Handelskammerpräsident |
| GEBURTSDATUM     | 25. Februar 1808                                                         |
| GEBURTSORT       | Mülheim an der Ruhr                                                      |
| STERBEDATUM      | 28. Januar 1888                                                          |
| STERBEORT        | Mülheim an der Ruhr                                                      |